# Скрабневская, Наталья
Наталья Скрабневская (1970, Москва, СССР) — советская фигуристка, выступавшая в одиночном разряде.
Наталья занималась в СО «Динамо» (Московской области), выиграла чемпионат СССР среди юниоров в 1985 и попала в юниорскую сборную страны. Выступала на чемпионатах мира среди юниоров 1986-87. Тренер В. Н. Кудрявцев включил в программу очень сложный для тех лет набор тройных прыжков — флип, риттбергер, сальхов и тулуп, однако ученица исполняла их нестабильно. Отличалась гибкостью, пластичностью, красивыми линиями. В 1987, после 3-го места на чемпионате СССР выступала на чемпионате Европы, улучшила турнирное положение за счет произвольной программы, где была 7-й, в итоге заняла 8-е место. После некоторого спада результатов стала второй на чемпионате СССР в Ленинграде и вновь попала в сборную в 1989/90. На чемпионате Европы 1990 удачно выступила в обязательных фигурах, завоевав последнюю малую бронзовую медаль в истории чемпионатов (одним голосом уступив Патриции Неске). Однако и в короткой (7-е место) и в произвольной (9-е) программах допустила ошибки, в итоге оказавшись седьмой. В начале 1990-х уехала за границу и работала тренером.